# Will Johnson
Pour les articles homonymes, voir Johnson.
William David Johnson, couramment appelé Will Johnson, né le 21 janvier 1987 à Toronto en Ontario, est un joueur international canadien de soccer. Il joue au poste de milieu offensif aux Panthers de Central Florida, en NPSL.

## Biographie

### Carrière en club
Will Johnson est né au Canada, mais déménage peu de temps après en Angleterre où il a commencé à jouer au football au Merchant Taylors' School à Crosby, près de Liverpool. À l'âge de dix ans, il déménage à Woodridge dans l'Illinois, et il continue le soccer au Storm de Woodridge. En 2003, il rejoint l'équipe junior du Blackburn Rovers. Cependant, après une saison, il quitte le Blackburn et retourne dans l'Illinois.
Le 17 février 2005, il signe son premier contrat professionnel avec le Fire de Chicago. Le 16 juillet, il fait ses débuts professionnel en MLS face au Crew de Columbus. Lors de ce match, Will Johnson entre à la 46e minute de la rencontre, à la place de Scott Buete, lors d'un match nul de 1-1. Le 23 juillet, il inscrit son premier but en MLS face aux Rapids du Colorado (défaite 4-1).
Le 31 mars 2016, il signe un contrat d'un an puis deux années en option avec le SC Heerenveen qui participe à la Eredivisie. Le 29 novembre, il fait ses débuts en Eredivisie, en entrant en jeu lors de la victoire de 3-1 de son équipe sur la pelouse du Vitesse Arnhem. Le 27 décembre, il inscrit son unique but en championnat avec Heerenveen face au NEC Nimègue (victoire 0-2). La saison suivante, il est prêté au De Graafschap et prolonge son contrat de deux années (avec deux années en option) avec le SC Heerenveen. Le 18 août 2008, il résilie son contrat avec Heerenveen, et devrait retourné en MLS.
Le 22 août 2008, il fait son retour en MLS et rejoint le Real Salt Lake. Le 29 août, il fait ses débuts avec le Real Salt Lake face aux Rapids du Colorado (victoire 2-0). La saison suivante, il remporte sa première Coupe de la Major League Soccer (en), à l'issue d'une séance de tirs au but face au Galaxy de Los Angeles. Le 22 septembre 2010, il inscrit son premier doublé en Ligue des champions de la CONCACAF contre l'Árabe Unido (victoire 2-3).
Le 3 décembre 2012, il est échangé contre de l'argent d'allocation aux Timbers de Portland. Le 26 février 2013, il est nommé capitaine des Timbers par Caleb Porter,. Le 4 mars, il fait ses débuts avec les Timbers face aux Red Bulls de New York, los d'un match nul de 2-2. Le 30 mars, il inscrit son premier doublé en MLS face aux Rapids du Colorado (match nul de 2-2), et il est nommé joueur de la semaine 5. Son but inscrit face aux Earthquakes de San José est nommé le plus beau but de la semaine 7, puis face aux Rapids du Colorado son but est également nommé le plus beau but de la semaine 17.
La saison suivante, son but inscrit face aux Whitecaps de Vancouver est nommé le plus beau but de la semaine 13. Le 27 septembre 2014, durant la rencontre face au Toronto FC, il se fracture le tibia-péroné de sa jambe droite à la suite d'un contact violant avec Mark Bloom, mettant ainsi fin à sa saison. Il sera indisponible pendant au moins huit mois. Le 27 mai 2015, il dispute sa première rencontre depuis sa blessure contre le D.C. United. À la fin de la saison, il remporte sa deuxième Coupe de la Major League Soccer face au Crew de Columbus, mais ne dispute pas la finale.
Le 18 décembre 2015, il est échangé contre de l'argent d'allocation et d’un choix du deuxième ronde au SuperDraft 2017 au Toronto FC. Le 6 mars 2016, il fait ses débuts avec Toronto face aux Red Bulls de New York (victoire 0-2). Le 1er mai, il inscrit son premier but avec Toronto face aux Timbers (défaite 2-1). Le 29 juin, il inscrit le but gagnant à la 95e minute lors de la finale retour du Championnat canadien. Toronto FC l'emporte par un score cumulé de 2-2, selon la règle des buts marqués à l'extérieur. En marquant ce but, il est entré en collision avec le gardien des Whitecaps David Ousted, ce qui entraîne une fracture du tibia de sa jambe gauche. Le 20 août, il dispute sa première rencontre depuis sa blessure contre le Union de Philadelphie.
Le 28 décembre 2016, il rejoint Orlando City SC et signe un contrat garanti jusqu'à la fin de la saison 2018 puis une année en option. Le 5 mars 2017, il fait ses débuts avec Orlando City face à New York City FC (victoire 1-0). Le 15 avril, il inscrit son premier but avec Orlando face au Galaxy de Los Angeles. Orlando exerce l'option de son contrat pour la saison 2019. Après trois saisons avec Orlando City, il est libéré à la fin de la saison 2019.
Après sa retraite du soccer professionnel en 2019, il occupe un poste de conseiller financier chez Morgan Stanley,. Le 2 mai 2021, il signe un contrat amateur avec les Panthers de Central Florida qui évoluent en NPSL,.

### Carrière internationale (2005-2019)
En janvier 2005, Will Johnson participe au Championnat de la CONCACAF des moins de 20 ans. Lors de ce tournoi, il dispute trois rencontres. Puis, en juin 2005 il participe à la coupe du monde des moins de 20 ans qui se déroule aux Pays-Bas avec l'équipe du Canada des moins de 20 ans. Lors du mondial junior, il dispute trois rencontres. Le Canada est éliminée au premier tour. Il participe à la Coupe du monde des moins de 20 ans en juin 2007. Lors du mondial junior organisé dans son pays natal, il joue trois matchs. Avec un bilan catastrophique de trois défaites en trois matchs, six buts encaissés et zéro buts marqués, le Canada est piteusement éliminé dès le premier tour.
Le 7 novembre 2005, Will Johnson est convoqué pour la première fois en équipe du Canada par le sélectionneur national Frank Yallop, pour un match amical contre le Luxembourg. Le 16 novembre, il honore sa première sélection face au Luxembourg. Lors de ce match, il entre à la 84e minute de la rencontre, à la place de Stephen Ademolu. La rencontre se solde par une victoire 0-1 des Canadiens.
Puis, le 22 juin 2009, il fait partie des 23 appelés par le sélectionneur national Stephen Hart pour la Gold Cup 2009. Lors de ce tournoi, il dispute quatre rencontres. Le Canada s'incline en quart de finale contre le Honduras. 
Il participe à sa deuxième Gold Cup en juin 2011. Lors de cette compétition, il dispute trois rencontres. Avec un bilan d'une victoire, d'un nul et une défaite, le Canada ne dépasse pas le premier tour. Le 2 septembre, il inscrit son premier but avec le Canada, lors d'un match des éliminatoires de la Coupe du monde de 2014 face à Sainte-Lucie (victoire 4-1).
Puis, le 27 juin 2013, il fait partie des 23 appelés par le sélectionneur national Colin Miller pour la Gold Cup 2013. Il est nommé capitaine de l'équipe pour ce tournoi,. Lors de ce tournoi, il dispute une seule rencontre face à la Martinique. Le Canada est éliminée au premier tour. Il fait son retour en sélection après deux ans d'absence pour des rencontres des éliminatoires de la Coupe du monde de 2018 face à la Dominique le 2 juin 2015,. Il participe à sa troisième Gold Cup en juillet 2015. Lors de cette compétition, il ne dispute aucune rencontre. Le Canada est éliminée au premier tour. 
Le 30 mai 2019, il fait partie des 23 appelés par le sélectionneur national John Herdman pour la Gold Cup 2019. Lors de cette compétition, il joue une rencontre contre le Mexique. Le Canada s'incline en quart de finale face à Haïti.

## Statistiques

### Statistiques détaillées
| Saison                | Club                  | Championnat           | Championnat | Championnat | Championnat | Coupe(s) nationale(s) | Coupe(s) nationale(s) | Coupe(s) nationale(s) | Compétition(s) continentale(s) | Compétition(s) continentale(s) | Compétition(s) continentale(s) | Compétition(s) continentale(s) | Séries | Séries | Séries | Canada | Canada | Canada | Total | Total | Total |
| Saison                | Club                  | Division              | M.          | B.          | P.d.        | M.                    | B.                    | P.d.                  | Comp.                          | M.                             | B.                             | P.d.                           | M.     | B.     | P.d.   | M.     | B.     | P.d.   | M.    | B.    | P.d.  |
| 2005                  | Chicago Fire          | MLS                   | 6           | 1           | 0           | 4                     | 0                     | 0                     | -                              | -                              | -                              | -                              | 0      | 0      | 0      | 1      | 0      | 0      | 11    | 1     | 0     |
| 2006                  | Chicago Fire          | MLS                   | -           | -           | -           | -                     | -                     | -                     | -                              | -                              | -                              | -                              | -      | -      | -      | 2      | 0      | 0      | 2     | 0     | 0     |
| 2006-2007             | SC Heerenveen         | Eredivisie            | 14          | 1           | 0           | 0                     | 0                     | 0                     | -                              | -                              | -                              | -                              | 1      | 0      | 0      | -      | -      | -      | 15    | 1     | 0     |
| 2007-2008             | De Graafschap (prêt)  | Eredivisie            | 26          | 2           | 1           | 2                     | 0                     | 0                     | -                              | -                              | -                              | -                              | 1      | 0      | 0      | 1      | 0      | 0      | 30    | 2     | 1     |
| 2008                  | Real Salt Lake        | MLS                   | 9           | 2           | 0           | -                     | -                     | -                     | -                              | -                              | -                              | -                              | 3      | 0      | 0      | 1      | 0      | 0      | 13    | 2     | 0     |
| 2009                  | Real Salt Lake        | MLS                   | 26          | 1           | 1           | 0                     | 0                     | 0                     | -                              | -                              | -                              | -                              | 4      | 0      | 0      | 5      | 0      | 1      | 35    | 1     | 2     |
| 2010                  | Real Salt Lake        | MLS                   | 28          | 1           | 0           | 0                     | 0                     | 0                     | LCC                            | 6                              | 3                              | 1                              | 2      | 0      | 0      | 3      | 0      | 1      | 39    | 4     | 2     |
| 2011                  | Real Salt Lake        | MLS                   | 25          | 2           | 1           | 2                     | 0                     | 1                     | LCC                            | 6                              | 0                              | 1                              | 3      | 0      | 0      | 11     | 1      | 3      | 47    | 3     | 6     |
| 2012                  | Real Salt Lake        | MLS                   | 26          | 3           | 2           | 0                     | 0                     | 0                     | LCC                            | 4                              | 0                              | 0                              | 2      | 0      | 0      | 7      | 2      | 0      | 39    | 5     | 2     |
| 2013                  | Portland Timbers      | MLS                   | 28          | 9           | 3           | 3                     | 0                     | 3                     | -                              | -                              | -                              | -                              | 4      | 2      | 0      | 3      | 0      | 1      | 38    | 11    | 7     |
| 2014                  | Portland Timbers      | MLS                   | 29          | 6           | 1           | 1                     | 0                     | 0                     | LCC                            | 1                              | 1                              | 2                              | -      | -      | -      | -      | -      | -      | 31    | 7     | 3     |
| 2015                  | Portland Timbers      | MLS                   | 12          | 0           | 0           | 0                     | 0                     | 0                     | -                              | -                              | -                              | -                              | 1      | 0      | 0      | 4      | 1      | 1      | 17    | 1     | 1     |
| 2016                  | Toronto FC            | MLS                   | 23          | 2           | 3           | 3                     | 1                     | 0                     | -                              | -                              | -                              | -                              | 6      | 0      | 1      | 3      | 0      | 0      | 35    | 3     | 4     |
| 2017                  | Orlando City SC       | MLS                   | 26          | 2           | 3           | 0                     | 0                     | 0                     | -                              | -                              | -                              | -                              | -      | -      | -      | 2      | 0      | 0      | 28    | 2     | 3     |
| 2018                  | Orlando City SC       | MLS                   | 28          | 1           | 1           | 3                     | 0                     | 0                     | -                              | -                              | -                              | -                              | -      | -      | -      | -      | -      | -      | 31    | 1     | 1     |
| 2019                  | Orlando City SC       | MLS                   | 21          | 1           | 1           | 2                     | 0                     | 0                     | -                              | -                              | -                              | -                              | -      | -      | -      | 2      | 0      | 0      | 25    | 1     | 1     |
| Total sur la carrière | Total sur la carrière | Total sur la carrière | 327         | 34          | 17          | 20                    | 1                     | 4                     | -                              | 17                             | 4                              | 4                              | 27     | 2      | 1      | 45     | 4      | 7      | 436   | 45    | 33    |

## Palmarès

### En club
- Avec le  Real Salt Lake
  - Vainqueur de l'Association de l'Est de la MLS en 2009
  - Vainqueur de la Coupe de la Major League Soccer en 2009

- Avec les  Timbers de Portland
  - Vainqueur de l'Association de l'Ouest de la MLS en 2015
  - Vainqueur de la Coupe de la Major League Soccer en 2015

- Avec le  Toronto FC
  - Vainqueur de l'Association de l'Est de la MLS en 2016
  - Vainqueur du Championnat canadien en 2016

### Distinctions individuelles
- Trophée du but de l'année de la MLS (en) en 2008[67]
- Membre de l'équipe-type de la MLS en 2013[68]
- Meilleur joueur de l'année avec les Timbers de Portland par les fans en 2013[69]
- Joueur canadien de l'année en 2013[70]

## Vie privée
Will Johnson est le petit-fils de Brian Birch (en) qui a évolué avec Bolton Wanderers entre 1955 et 1964, et il a également remporté la FA Cup en 1958. Il était marié à Caroline Childs. Ensemble, ils ont eu deux enfants ; une fille, prénommée Arabella Capri (née en octobre 2012),, et un garçon, prénommé Jaxx Beckett (né le 5 septembre 2014),. Il détient également la citoyenneté britannique et américaine.
Le 6 septembre 2017, il est arrêté pour violence domestique contre sa femme et suspendu par son équipe pendant l'enquête de la police du comté d'Orange et de la MLS,. Le 13 octobre, il est autorisé à rejouer pour son club après que le bureau du shérif du comté d'Orange a décidé de ne pas poursuivre les accusations de violence domestique contre lui. La MLS déclare qu'il a conclu un accord verbal avec l'État pour entrer dans un programme de déjudiciarisation d'un an comprenant un programme de conseils en matière de violence familiale de 26 semaines.